# La Roche-Bernard
Ne doit pas être confondu avec La Roque-Baignard.
Cet article possède un paronyme, voir Roche Bernard.
La Roche-Bernard [la ʁɔʃ bɛʁnaʁ] est une commune française, chef-lieu du canton de La Roche-Bernard, située dans le département du Morbihan et la région Bretagne. Elle fait partie des douze communes de l'intercommunalité Arc Sud Bretagne et de l'arrondissement de Vannes.
Faisant partie de l’association Petites Cités de caractère, la commune est surtout connue pour son port de plaisance sur les berges de la Vilaine ainsi que son vieux quartier.

## Toponymie
Attesté sous sa forme latine Rocha Bernardi en 1026, Rupes Bernardi en 1252. 
Son nom en gallo est La Roche. Son nom en breton est Ar Roc'h-Bernez ou Ar Roc'h-Bernard.

## Géographie

### Situation
La Roche-Bernard est une commune qui se situe à 36 km au nord-ouest de Saint-Nazaire, à 41 km au sud-est de Vannes et à 70 km au nord-ouest de Nantes. L'axe Vannes-Nantes (N 165) passe par le pont du Morbihan aux abords de la commune. L'océan Atlantique se trouve lui à une vingtaine de kilomètres.
La commune de La Roche-Bernard est bordée au sud par la presqu'île guérandaise, à l'ouest par la presqu'île de Rhuys et au nord par le pays de Questembert.
Enfin, La Roche-Bernard se situe à la limite entre les régions Bretagne et Pays de la Loire mais elle appartient au département du Morbihan quoique située sur la rive gauche de la Vilaine.

### Communes limitrophes
La superficie de la commune ne dépassant pas les 42 ha, La Roche-Bernard est l'un des plus petits chefs-lieux de canton de France. Elle est aussi connue pour être le point d'entrée routier du sud de la Bretagne par le pont de La Roche-Bernard et le pont du Morbihan. Son territoire est entouré par des communes d'une superficie bien plus importante : Nivillac, Férel, Marzan et Herbignac.

### Hydrographie
Pour un article plus général, voir Réseau hydrographique du Morbihan.
La commune est située dans le bassin Loire-Bretagne. Elle est drainée par le Rodoir,.

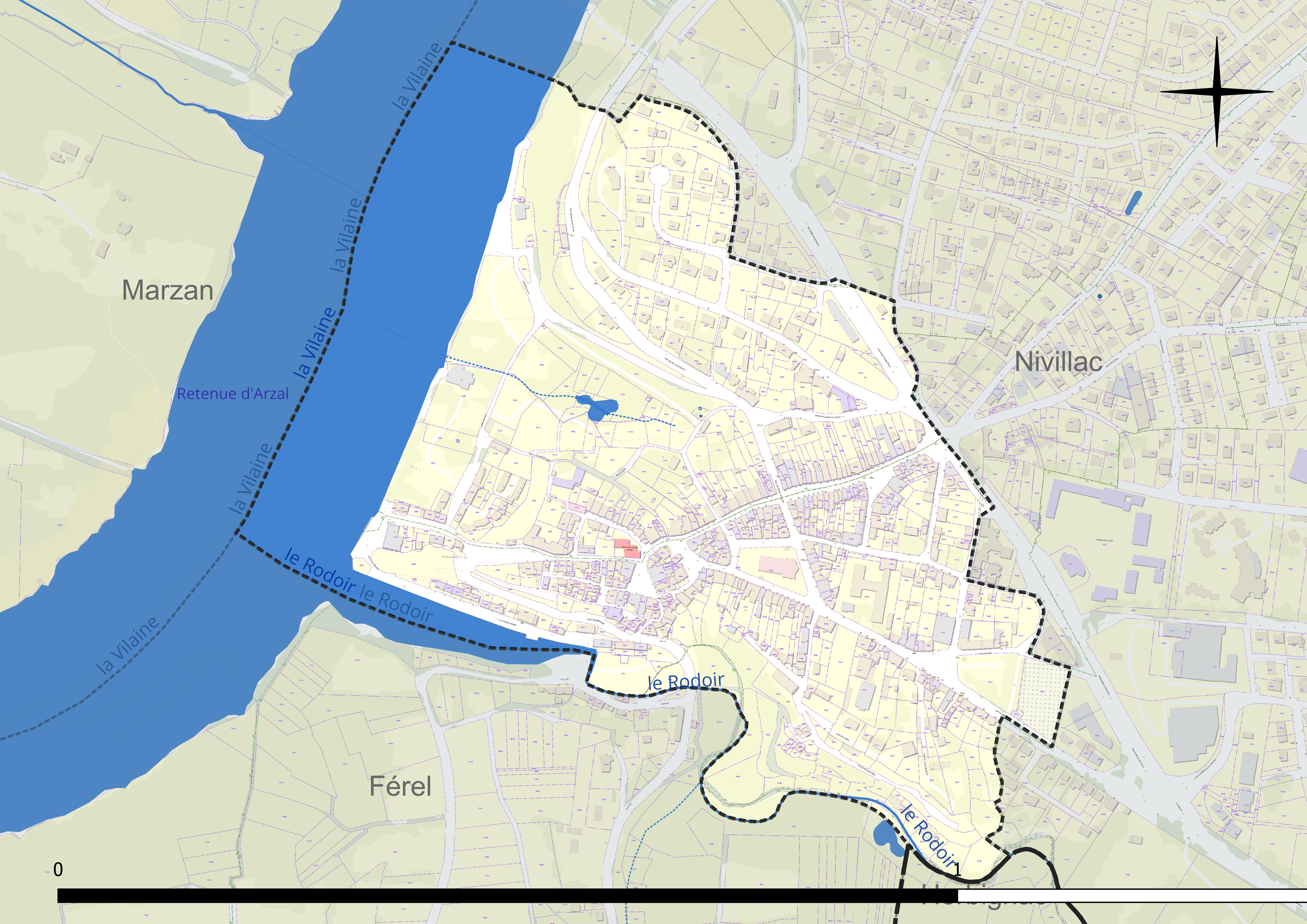
Réseau hydrographique de la Roche-Bernard.

Un plan d'eau complète le réseau hydrographique : la retenue d'Arzal, d'une superficie totale de 383,2 ha (8,6 ha sur la commune),.

### Climat
Pour des articles plus généraux, voir Climat de la Bretagne et Climat du Morbihan.
En 2010, le climat de la commune est de type climat océanique franc, selon une étude du CNRS s'appuyant sur une série de données couvrant la période 1971-2000. En 2020, Météo-France publie une typologie des climats de la France métropolitaine dans laquelle la commune est exposée à un climat océanique et est dans la région climatique  Bretagne orientale et méridionale, Pays nantais, Vendée, caractérisée par une faible pluviométrie en été et une bonne insolation. Parallèlement l'observatoire de l'environnement en Bretagne publie en 2020 un zonage climatique de la région Bretagne, s'appuyant sur des données de Météo-France de 2009. La commune est, selon ce zonage, dans la zone « Intérieur », exposée à un climat médian, à dominante océanique.  
Pour la période 1971-2000, la température annuelle moyenne est de 11,9 °C, avec une amplitude thermique annuelle de 12,5 °C. Le cumul annuel moyen de précipitations est de 826 mm, avec 12,5 jours de précipitations en janvier et 6,1 jours en juillet. Pour la période 1991-2020, la température moyenne annuelle observée sur la station météorologique la plus proche, située sur la commune d'Arzal à 6 km à vol d'oiseau, est de 12,3 °C et le cumul annuel moyen de précipitations est de 887,0 mm,. Pour l'avenir, les paramètres climatiques de la commune estimés pour 2050 selon différents scénarios d'émission de gaz à effet de serre sont consultables sur un site dédié publié par Météo-France en novembre 2022.

## Urbanisme

### Typologie
Au 1er janvier 2024, La Roche-Bernard est catégorisée bourg rural, selon la nouvelle grille communale de densité à sept niveaux définie par l'Insee en 2022.
Elle est située hors unité urbaine et hors attraction des villes,.

### Occupation des sols
L'occupation des sols de la commune, telle qu'elle ressort de la base de données européenne d’occupation biophysique des sols Corine Land Cover (CLC), est marquée par l'importance des territoires artificialisés (76,4 % en 2018), une proportion identique à celle de 1990 (76,4 %). La répartition détaillée en 2018 est la suivante : 
zones urbanisées (76,4 %), eaux continentales (15 %), forêts (8,6 %). L'évolution de l’occupation des sols de la commune et de ses infrastructures peut être observée sur les différentes représentations cartographiques du territoire : la carte de Cassini (XVIIIe siècle), la carte d'état-major (1820-1866) et les cartes ou photos aériennes de l'IGN pour la période actuelle (1950 à aujourd'hui).

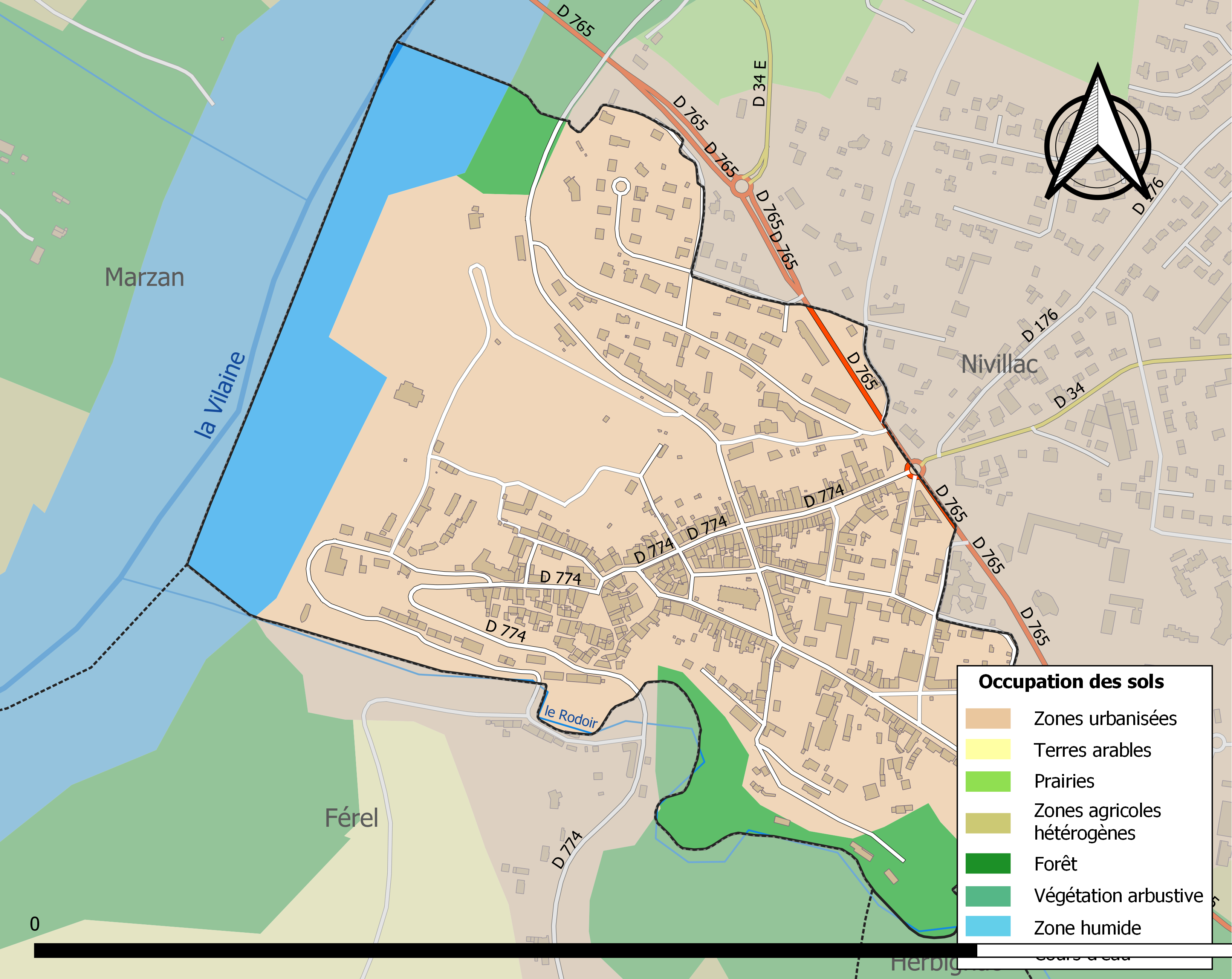
Carte des infrastructures et de l'occupation des sols de la commune en 2018 (CLC).

## Histoire

### Antiquité
L'occupation du site est attestée, dès l'âge du bronze par la découverte d'un dépôt d’épées dites en « langues de carpe ». Le territoire de la Roche-Bernard était situé à la frontière occidentale de la cité des Namnètes, face à celle des Vénètes, sur la rive droite de la Vilaine.

### Moyen Âge

#### La fondation de la ville
Bernard est mentionné pour la première fois dans une charte datée du XIe siècle et qui se trouve dans le Cartulaire de Redon. Un dénommé Simon, fils de Bernard, fonda avec l'abbé Hélogon, l'abbaye de Saint-Gildas-des-Bois en 1026. En 1089, on retrouve ensuite le nom d'un certain Bernard de La Roche au nombre des témoins présents lors d'un jugement rendu par le duc Alain Fergent au profit des moines de Redon.

#### Le développement de la baronnie
Un château, siège d'une seigneurie puissante, y est édifié dans le premier tiers du XIe siècle. Sur 5 000 km2, le territoire de la baronnie s'étendait jusqu'à la mer, était clairement délimité par la Vilaine et les forêts le séparaient des marais du Brivet. Les barons de La Roche-Bernard fréquentent, parfois assidument, la cour des comtes de Nantes puis ducs de Bretagne qui sont soucieux de s'assurer la fidélité de seigneurs qui contrôlent un passage stratégique sur la Vilaine. Sans doute inquiet pour le repos des âmes de son père Bernard et de son frère Rivallon, l'un et l'autre assassinés, Simon de la Roche-Bernard dote largement les religieux : il effectue en 1031 une dotation à Saint-Sauveur de Redon et semble, dès cette  époque, avoir fondé  l'abbaye de Saint-Gildas-des-Bois où mourut vers 1100 un de ses successeurs, Bernard II, qui s'y était retiré.
Pendant la guerre de Succession de Bretagne (1341-1365), qui oppose Jean de Montfort à Jeanne de Penthièvre, épouse de Charles de Blois, les barons de La Roche-Bernard prennent le parti du roi de France. Leur château est alors entièrement détruit par les partisans de Jean de Montfort. Ils quittent la ville et se réfugient à Missillac au château de la Bretesche.

### Époque moderne
En 1421, Louis d'Avaugour (1390-1445) est seigneur d'Orbs sous la vicomté de Falaise et seigneur du Parc. Il fait partie de l'armée qui secourut le roi Charles VII et fut gouverneur de La Roche-Bernard. Il est marié à Catherine de Rouvray en 1422, fille unique et héritière de Martin du Rouvray, seigneur de Lauresse, et de Marguerite de Taillecoul héritière de Courtalain et du Bois-Ruffin.
En 1547, François de Coligny, marquis d'Andelot et mari de Claude de Rieux, devient baron de La Roche-Bernard. En introduisant le culte protestant en 1558, il en fait l'un des premiers centres établis de Bretagne. À son instar, nobles et bourgeois se convertissent. Cité réformée au sein d'une province catholique, elle est occupée en 1590 par des troupes espagnoles commandées par le duc de Mercœur.
En 1595, le duc de Mercœur fait bâtir auprès de la Roche-Bernard un fort, pour empêcher la navigation sur le fleuve Vilaine, et pour se faire une place forte dans ce pays où il n'y avait aucune forteresse.
De 1629 à 1634, sous l'ordre du cardinal de Richelieu, La Roche-Bernard abrite un important chantier de construction navale duquel sortira la Couronne, premier vaisseau de ligne à trois ponts de la marine royale. D'autres vaisseaux, notamment consacrés à la traite négrière contribuent à la prospérité du port.
En 1665, les baronnies de La Roche-Bernard et de Pontchâteau sont unies au marquisat de Coislin, érigé en duché-pairie de Coislin en faveur d'Armand du Cambout qui interdit le culte protestant à La Roche.
En 1666, La Roche-Bernard est érigée en communauté de ville par Louis XIV, privilège fort recherché à l'époque, ce qui permet à la ville de députer aux États de Bretagne.

### Époque contemporaine

#### La période révolutionnaire
- 1788 : avant la Révolution française, La Roche-Bernard relève de l'évêché de Nantes et de la baronnie appartenant au seigneur Louis-Bruno de Boisgelin alors notamment président des États de Bretagne. Les barons de La Roche-Bernard ne demeurent pas dans la ville mais au château de la Bretesche à Missillac et ce depuis le XIVe siècle.
- 1789 : en 1789, de grandes tractations au sein des députés bretons attribua ce bout du pays nantais au département du Morbihan.
- 1790 : la ville fut nommée chef-lieu de district en 1790. Elle le restera jusqu'en 1795.
- 1791 : des troubles éclatent dans la soirée du 18 septembre 1791. Ce soir là, plusieurs patriotes sont exaltés par l'annonce de la Constitution sanctionnée par le roi. Pour veiller à la sécurité du Vieux Quartier sombre et mal éclairé, la municipalité de la ville envoie un corps de garde de huit hommes faire des rondes. Lorsque les patriotes rencontrent les gardes, le ton monte puis des combats éclatent, les gardes ripostent à l'attaque et repoussent leurs agresseurs. L'ordre fut ensuite donné de sonner le tocsin de la ville pour appeler la garde de la ville aux armes mais les assaillants envahissent l'église et tuent l'un des sonneurs, un dénommé Pierre Morice. Les troubles continuent une bonne partie du reste de la nuit jusqu'à ce que la Garde Nationale réussisse à maîtriser définitivement les assaillants.

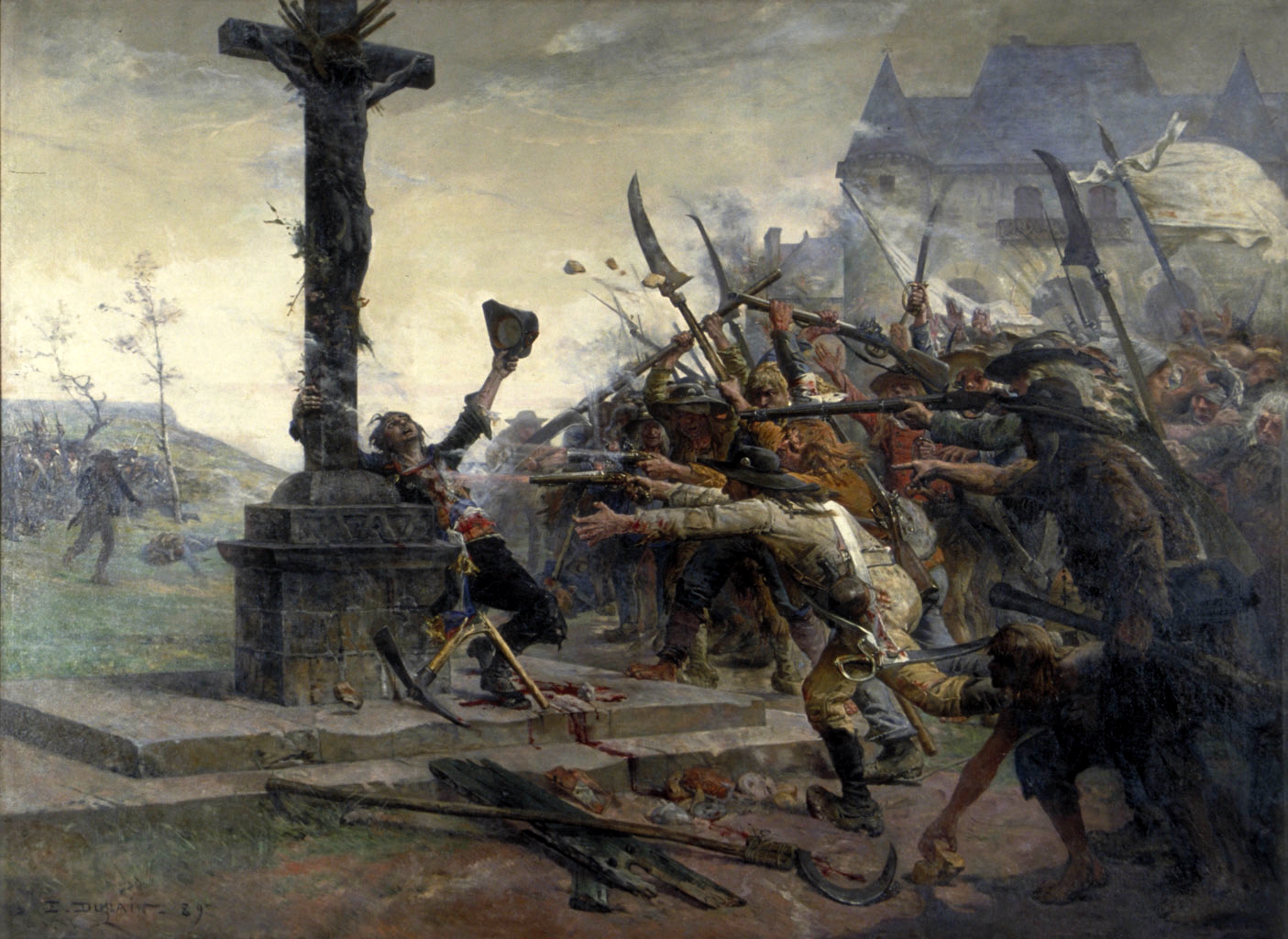
Edmond Louis Dupain, Mort de Sauveur le héros breton (1889), musée des Beaux-Arts de Bordeaux.

- 1793 : Edmond Louis Dupain, Mort de Sauveur le héros breton (1889), musée des Beaux-Arts de Bordeaux. la Révolution connaît son point culminant à La Roche-Bernard en 1793 lorsque 6 000 Chouans emmenés par René Guiheneuf envahissent la cité. Dans la soirée, ils allument un feu de joie pour y brûler les archives publiques, le mobilier du tribunal ainsi que l'Arbre de la Liberté. Par la suite, les Chouans emprisonnent deux chefs républicains, Le Floch du Cosquer et Joseph Sauveur. Le premier fut tué alors qu'il tentait de s'échapper. Pendant ce temps, Joseph Sauveur est conduit en dehors de la prison. Emmené au milieu des halles, les Chouans le somment de crier « Vive le roi ! » auxquels il répond « Vive la Nation, vive la République ! ». Il reçoit un premier coup de pistolet au visage mais l'arme n'étant chargée qu'avec de la poudre, le coup ne fait que lui brûler la peau. Le captif est ensuite emmené plus loin dans la ville. Là encore, il reçoit plusieurs autres coups face à son refus de prêter serment au roi et à Dieu. On le traîne ensuite près d'un fossé où il a ces dernières paroles pour ses tortionnaires : « Mes amis, achevez-moi, ne me faites pas languir. Vive la Nation ! ». À ces mots, les Chouans l'achevèrent. En l'honneur de ce dernier, la ville sera rebaptisée La Roche-Sauveur de 1793 à 1802. Après leur passage dans la ville, les Chouans se dirigent ensuite vers Guérande à la suite de l'appel de Thomas Caradeuc. L'ordre et le calme sont ensuite rétablis à La Roche-Bernard.
- 1794 : Louis-Bruno de Boisgelin ainsi que son épouse sont guillotinés le 7 juillet 1794. Sa mort met fin à la baronnie de La Roche-Bernard.

#### LeXIXesiècle: apogée de l'activité portuaire
C'est au XIXe siècle que l'activité portuaire atteint son apogée à La Roche-Bernard, notamment dans les années 1880-1890. Près de 200 navires venant de tout l'arc atlantique transitent par son port car c'était le port d'approvisionnement de Redon qui lui-même l'était pour Rennes. Dans les cales des navires : du sel, du vin, de la chaux mais aussi des poteaux de mine. La construction navale atteint aussi son apogée à cette période.
Le XIXe siècle sera marqué par les grands travaux, parmi lesquels la construction d'un premier pont pour franchir la Vilaine (inauguré en 1839, aujourd'hui disparu), la réalisation du quai Saint-Antoine puis du quai de la Douane, le percement du rocher afin de faciliter le passage entre les deux quais.
L'école publique de garçons de La Roche-Bernard est laïcisée en août 1888.

#### La vie rurale à la fin duXIXesiècle
En 1893, L. Maître, cité par Georges Minois, décrit ainsi l'habitat rural des environs de La Roche-Bernard :

« Les habitations de la plupart des cultivateurs ressemblaient plutôt à des écuries qu'à des logements destinés à des êtres humains […]. Le sol était en terre battue […]. L'étable aux bœufs et aux vaches n'était séparée de la chambre du maître que par une cloison de planches […]. Cette disposition, il est vrai, augmentait sans frais la chaleur de l'habitation, mais, en revanche, le voisinage des bêtes imposait, pendant l'été, le désagrément de respirer un air trop chaud et empesté d'exhalaisons infectes. Un logis sans air et sans lumière, sous les yeux une avant-cour remplie de fumier en décomposition, voilà les conditions détestables dans lesquelles trop souvent notre paysan passait son existence. »

#### La difficile première moitié duXXesiècle
Face au développement des autres modes de transport dans la fin de la seconde moitié du XIXe siècle, notamment ferroviaire, le trafic fluvial dans le port de la ville va rapidement décroître. De plus, les salines des marais salants de Guérande ne peuvent plus rivaliser avec l'émergence de nouvelles zones de production de sel notamment dans le Sud de la France. La rapidité toujours croissante des transports rendent le transport à pied caduc. C'est toute une région qui s'enfonce dans une crise économique majeure et La Roche-Bernard, dont la richesse était en partie liée au commerce du sel, n'y échappe pas.

#### La Première Guerre mondiale
Lorsque la Première Guerre mondiale débute en 1914, l'ordre de mobilisation générale est affiché devant la mairie. Plusieurs soldats partent au front en partant de la gare de Vannes. Attenant à la mairie s'élevait un hôpital qui deviendra plus tard un dispensaire où seront soignés les soldats blessés au front. En 1917, alors que les États-Unis entrent en guerre aux côtés des Alliés puis qu'ils débarquent à Saint-Nazaire, La Roche-Bernard accueille un détachement du génie qui s'installe alors au Rhodoir. Pour les Rochois, l'arrivée de ces nouveaux occupants provoquent l'émerveillement car ils découvrent l'avancée technologique des Américains notamment de l'automobile.

#### L'Entre-deux-guerres
En 1926 l'école publique de filles de La Roche-Bernard avait une institutrice et deux élèves.

#### La Seconde Guerre mondiale
Durant la Seconde Guerre mondiale, La Roche-Bernard acquiert une importance stratégique pour l'armée allemande en raison de sa situation géographique et de la présence du seul pont sur la Vilaine depuis son embouchure jusqu'à Redon. Pour cette raison, un important contingent allemand stationnait dans la ville dont l'état-major était établi au manoir du Rhodoir situé un peu en retrait de la ville.
À la fin de la Seconde Guerre mondiale, à cause de l'existence de la Poche de Saint-Nazaire, l'occupation allemande se prolongea à La Roche-Bernard comme sur l'ensemble des localités voisines de l'estuaire durant 9 mois de plus (d'août 1944 au 11 mai 1945), la reddition effective de la poche intervenant 3 jours après la capitulation de l'Allemagne.
  Dès le début de cette période, les Allemands décidèrent de miner le pont de La Roche-Bernard datant du XIXe siècle afin de stopper la progression des Alliés. Cependant, le 15 août 1944, la foudre tombe sur l'une des mines posées et fait sauter le pont. La commune ne sera libérée qu'au moment de la reddition de la Poche de Saint-Nazaire, soit le 11 mai 1945.

#### Le nouveau visage de la ville auXXesiècle
Durant la seconde moitié du XXe siècle, la ville prend un nouvel essor avec le développement de la navigation de plaisance et de son activité touristique. Après la guerre, le trafic maritime est stoppé à cause de la passerelle flottante, construite en 1948 à partir d'éléments de Port Mulberry, installée pour pallier la destruction du précédent pont. Le tour de France cycliste y passera durant l'été 1954. En 1960, après 10 ans de travaux, le pont de La Roche-Bernard est inauguré et la ville devient alors le passage obligé pour franchir la Vilaine.
Des travaux d'aménagement des bords de Vilaine sont réalisés : agrandissement du port de plaisance, aménagement d'une promenade le long du quai Saint-Antoine. La ville attire alors aussi une forte proportion de résidents britanniques. Face au trafic routier grandissant, on pouvait voir jusqu'à 20 km de bouchon par jour durant la saison estivale car le pont ne possède que 2 voies de circulation. On décide de la construction d'un Pont du Morbihan à 4 voies de circulation qui contourne la commune par le nord.
Le 23 décembre 1993, la communauté de communes du Pays de La Roche-Bernard est créée par le regroupement de quatre communes : La Roche-Bernard, Marzan, Nivillac et Saint-Dolay. Son existence sera brève puisque le 1er janvier 2011, elle fusionne avec la communauté de communes du Pays de Muzillac pour ainsi créer l'intercommunalité Arc Sud Bretagne regroupant 12 communes.

### Histoire linguistique
En 1636, Dubuisson-Aubenay, de passage à La Roche-Bernard, écrit ces quelques lignes au sujet de la langue en usage à La Roche Bernard et dans le voisinage : « Passé le traject, vous entrez en la Roche Bernard, bourg bien gros, par eux appelé ville ; […] Là, la langue maternelle est gallote ou françoise, la bretonne demeurant au-delà de la rivière qui sépare les diocèses de Vannes et de Nantes, tous deux mixtes. Car dans celuy de Nantes, plus bas vers la mer, on parle breton et françois ». On en conclut que la Vilaine servait à l'époque, à la hauteur de La Roche-Bernard, de frontière linguistique entre le breton et le français.

## Politique et administration
| Période                                  | Période                   | Identité                                                  | Étiquette | Qualité                                                                                     |
| ---------------------------------------- | ------------------------- | --------------------------------------------------------- | --------- | ------------------------------------------------------------------------------------------- |
| maire en 1834                            | ?                         | Eugène Thomas de Closmadeuc (1798-1858)                   |           | Docteur-médecin Conseiller d'arrondissement                                                 |
| 19..                                     | 1995                      | Michel Prou                                               | DVD       | Conseiller général (1973-1998)                                                              |
| mars 1995                                | octobre 2003              | Jean-François Daty                                        | -         | -                                                                                           |
| novembre 2003                            | mars 2008                 | Jean Gatin                                                | -         | -                                                                                           |
| mars 2008                                | décembre 2019 (démission) | Daniel Bourzeix                                           | UMP-LR    | Ingénieur                                                                                   |
| décembre 2019 Élu en 2020                | En cours                  | Bruno Le Borgne (par intérim de décembre 2019 à mai 2020) | DVD       | Président de la communauté de communes Arc Sud Bretagne Premier adjoint de son prédécesseur |
| Les données manquantes sont à compléter. |                           |                                                           |           |                                                                                             |

## Population et société

### Démographie

#### Évolution démographique
L'évolution du nombre d'habitants est connue à travers les recensements de la population effectués dans la commune depuis 1793. Pour les communes de moins de 10 000 habitants, une enquête de recensement portant sur toute la population est réalisée tous les cinq ans, les populations de référence des années intermédiaires étant quant à elles estimées par interpolation ou extrapolation. Pour la commune, le premier recensement exhaustif entrant dans le cadre du nouveau dispositif a été réalisé en 2008.

En 2022, la commune comptait 720 habitants, en évolution de +5,11 % par rapport à 2016 (Morbihan : +3,82 %, France hors Mayotte : +2,11 %).
| 1793  | 1800  | 1806  | 1821  | 1831  | 1836  | 1841  | 1846  | 1851  |
| ----- | ----- | ----- | ----- | ----- | ----- | ----- | ----- | ----- |
| 1 300 | 1 243 | 1 278 | 1 227 | 1 227 | 1 388 | 1 270 | 1 283 | 1 212 |

| 1856  | 1861  | 1866  | 1872  | 1876  | 1881  | 1886  | 1891  | 1896  |
| ----- | ----- | ----- | ----- | ----- | ----- | ----- | ----- | ----- |
| 1 251 | 1 198 | 1 218 | 1 213 | 1 234 | 1 307 | 1 264 | 1 184 | 1 180 |

| 1901  | 1906  | 1911  | 1921  | 1926 | 1931 | 1936 | 1946  | 1954  |
| ----- | ----- | ----- | ----- | ---- | ---- | ---- | ----- | ----- |
| 1 145 | 1 150 | 1 151 | 1 004 | 999  | 955  | 964  | 1 013 | 1 044 |

| 1962  | 1968 | 1975  | 1982 | 1990 | 1999 | 2006 | 2008 | 2013 |
| ----- | ---- | ----- | ---- | ---- | ---- | ---- | ---- | ---- |
| 1 063 | 979  | 1 038 | 838  | 766  | 796  | 761  | 749  | 658  |

| 2018 | 2022 | - | - | - | - | - | - | - |
| ---- | ---- | - | - | - | - | - | - | - |
| 699  | 720  | - | - | - | - | - | - | - |

#### Pyramide des âges
La population de la commune est relativement âgée.
En 2018, le taux de personnes d'un âge inférieur à 30 ans s'élève à 26,4 %, soit en dessous de la moyenne départementale (31,2 %). À l'inverse, le taux de personnes d'âge supérieur à 60 ans est de 31,9 % la même année, alors qu'il est de 31,3 % au niveau départemental.
En 2018, la commune comptait 324 hommes pour 375 femmes, soit un taux de 53,65 % de femmes, largement supérieur au taux départemental (51,51 %).
Les pyramides des âges de la commune et du département s'établissent comme suit.
| Hommes | Classe d’âge | Femmes |
| ------ | ------------ | ------ |
| 0,3    | 90 ou +      | 1,9    |
| 6,8    | 75-89 ans    | 13,3   |
| 20,4   | 60-74 ans    | 20,5   |
| 25,0   | 45-59 ans    | 21,1   |
| 20,1   | 30-44 ans    | 17,6   |
| 13,3   | 15-29 ans    | 11,7   |
| 14,2   | 0-14 ans     | 13,9   |

| Hommes | Classe d’âge | Femmes |
| ------ | ------------ | ------ |
| 0,8    | 90 ou +      | 2,2    |
| 8,5    | 75-89 ans    | 11,6   |
| 20,5   | 60-74 ans    | 21,6   |
| 20,6   | 45-59 ans    | 20     |
| 17     | 30-44 ans    | 16,3   |
| 15,5   | 15-29 ans    | 13     |
| 17,1   | 0-14 ans     | 15,2   |

## Culture et patrimoine

### Lieux et monuments

#### Patrimoine matériel

##### Le Vieux Quartier

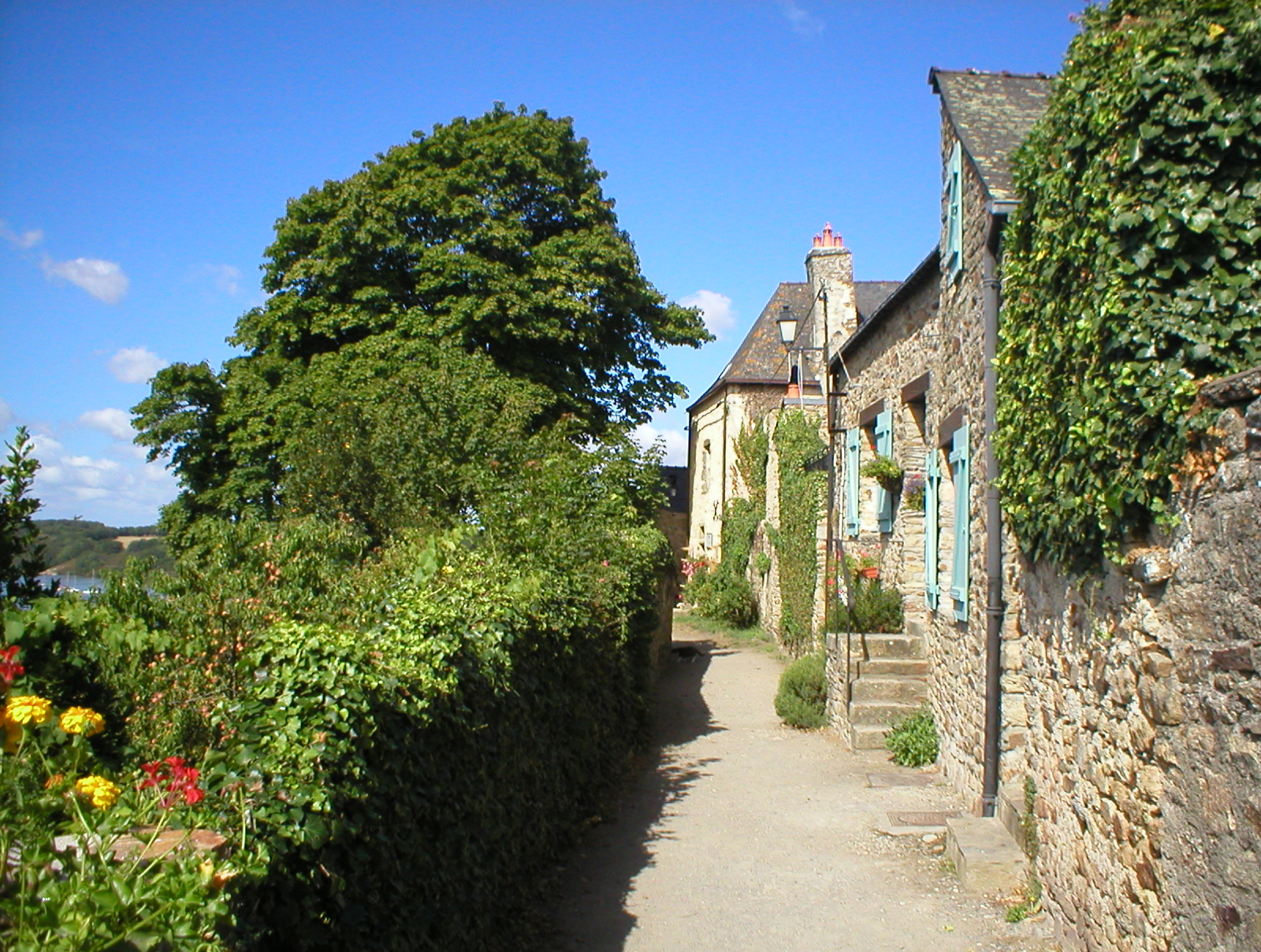
La promenade du Ruicard.

Le Vieux Quartier de La Roche-Bernard est le quartier historique de la ville. Situé en bordure du promontoire granitique, il est constitué d'un ensemble de maisons et d'anciens entrepôts datant majoritairement du XVIe siècle. La rue de la Saulnerie témoigne de l'ancienne fonction commerciale et de transit de marchandises de ce quartier mais aujourd'hui le quartier historique de la ville abrite plusieurs artisans et ateliers d'arts : potier, maroquinier, calligraphe… Plusieurs bâtiments remarquables se situent dans ce secteur.
- Château des Basses-Fosses (actuel musée de la Vilaine maritime) : cette bâtisse, l'une des plus imposantes de la ville, n'a de château que le nom puisqu'il s'agit en réalité d'un ancien hôtel particulier datant principalement des XVIe siècle et XVIIe siècle (la partie la plus récente date de 1604). Il a la particularité de comporter 2 niveaux d'élévation sur la façade avant (côté Ruicard) et 5 sur la façade arrière dont des caves construites à flanc de roche. L'importance de ces caves permet de supposer que le bâtiment appartenait à un riche négociant ou armateur. Certains personnages illustres ont séjourné dans cet hôtel particulier : Henriette Marie de France (fille du roi Henri IV et de Marie de Médicis) ou encore Jacques II d'Angleterre, roi d'Angleterre et cousin de Louis XIV. En 1983, le bâtiment est racheté par la municipalité et depuis 1987 il abrite Le musée de la Vilaine maritime comprenant des collections d'objets liés à la construction navale notamment des maquettes du navire de guerre français la Couronne et d'autres objets consacrés aux traditions rurales.
- La Maison du Canon (inscrite aux Monuments historiques) : construite en 1599 par le Seigneur de Lourmois. Les quatre fenêtres centrales sont des ajouts postérieurs datant du XVIIIe siècle tout comme le clocher et le cadran solaire qui eux datent du XIXe siècle. Sur le cadran solaire est inscrite une devise latine signifiant « Moi, c'est le soleil qui me règle, vous c'est mon ombre ». Une petite statue en haut de l'édifice représente un homme nommé le Père La Roche dont on retrouve l'équivalent féminin sur la façade du château des Basses-Fosses, la Mère La Roche. Le nom de la Maison au Canon provient de la pièce d'artillerie située au coin du bâtiment et qui provient du vaisseau français L'Inflexible coulé en novembre 1759 durant la bataille des Cardinaux. Aujourd'hui, la Maison au Canon abrite l'hôtel de ville ainsi qu'une médiathèque et une salle d'exposition.
- L'auberge des Deux Magots : ancien hôtel particulier bâti probablement par un armateur ou un officier de marine au XVIIe siècle. Le bâtiment tire son nom des deux sculptures sur la façade qui représentent des singes magots qui seraient un souvenir de voyage du propriétaire de l'édifice. Comme son nom l'indique, le bâtiment abrite aujourd'hui une auberge-restaurant.
- Crêperie de la Roche : maison à colombages datant du XVe siècle qui servait probablement de lieu de stockage de marchandises provenant du port. L'un des plus vieux édifices de la ville, c'est aussi le seul de ce type qui subsiste à La Roche-Bernard.
- La chapelle Notre-Dame : la fondation de cette chapelle est attestée par le cartulaire de Redon en 1063. Les fondations romanes ont aujourd'hui disparu et ne restent désormais que des parties datant essentiellement des XVIe et XIXe siècles. Au niveau architectural, la chapelle ne présente pas un grand intérêt mais c'est son importance historique en tant que symbole du protestantisme en Bretagne qui fait de ce lieu un endroit intéressant. C'est ici en 1558 que le seigneur d'Ancelot de Coligny introduit le culte protestant dans la ville qui devient en peu de temps un noyau du protestantisme dans la région. En 1551, on y aurait célébré le 1er mariage protestant de Bretagne. À cette époque, le bâtiment possédait deux portes d'entrée. Ne voulant pas passer sous la même porte que les catholiques et ainsi ne pas passer sous une représentation de la Vierge, les protestants auraient décidé de construire une nouvelle porte. En 1570, à la suite de la paix de Saint-Germain, la chapelle Sainte-Anne est rendue au culte catholique. La porte percée par les protestants est alors murée par les catholiques. Durant la Révolution française, elle perd sa fonction religieuse puisque le tribunal révolutionnaire s'y installe. Elle sera ensuite vendue comme bien national. Laissée à l'abandon pendant des décennies et alors qu'elle menace de s'écrouler, une association de sauvegarde du patrimoine (ASPAH) décide de restaurer le bâtiment entre 1974 et 1984.
- L'hôtel du cardinal Odet de Chatillon-Coligny : cet édifice devrait son nom à son ancien propriétaire, Odet de Coligny[37],qui fut cardinal-archevêque de Toulouse avant de se convertir au calvinisme. L'hôtel affiche des influences artistiques de la Renaissance. Au XVIe siècle, c'est le seigneur Gabart de Rollieuc qui s'y installe jusqu'en 1793 lorsque sa demeure devient le siège du District et de la Municipalité durant la période révolutionnaire. Plus tard, la famille Cornudet, dont l'un des membres fut maire de la ville de 1915 à 1945, rachète le bâtiment qui sera par la suite vendu à une communauté religieuse. Cependant, l'hôtel demeure actuellement inoccupé.

- La place du Bouffay : c'est l'ancien centre névralgique de la ville. Des halles s'étendaient autrefois de la Maison au Canon jusqu'à l'actuelle crêperie de La Roche mais elles ont été détruites au début du XXe siècle pour laisser de la place aux différents marchés notamment le marché aux bêtes. La prison, ainsi que la dernière tourelle de l'ancien château de la ville, jouxtaient ces halles côté Ruicard. Ces halles ressemblaient à celles que l'on trouve encore aujourd'hui à Questembert. Enfin, il faut noter que ce fut aussi le lieu de nombreux supplices : anciennement nommée place du Pilori, elle a aussi accueilli la guillotine durant la Révolution française.
- La rue de la Quenelle : son nom assez insolite, pourrait correspondre à la configuration du lieu. La rue, très pentue, comportait à l'origine une rigole centrale permettant l'évacuation des eaux pluviales vers le port. Le nom viendrait de l'ancien français chenelle,désignant une pièce de bois percée, la cannelle servant de robinet aux tonneaux. Par extension, la chenelle a donné quenelle et canal. C'était avant l'une des seules rues d'accès de la ville pour les marchands venant de Pénestin et de Guérande car La Roche-Bernard était une ville d'étape pour ces derniers avant de se rendre dans des villes plus importantes comme Vannes, Nantes ou Redon. On y acheminait toutes sortes de marchandises souvent à dos de mule en raison du fort dénivelé de cette rue. Cette dernière était autrefois entièrement pavée et la rigole d'écoulement des eaux était située au milieu de la rue.
- La rue de la Saulnerie : elle tire son nom de l'activité des saulniers, c'est-à-dire des personnes qui achetaient et revendaient le sel. Leur costume faisait qu'ils étaient facilement reconnaissables par le reste de la population. De par son ancienne fonction marchande, cette rue est constituée d'anciens greniers, échoppes, ateliers et entrepôts datant pour la plupart du XVIe siècle. Le baron de La Roche-Bernard y entreposait le sel qu'il percevait grâce aux impôts sur cette marchandise qui transitait en abondance sur sa baronnie.
- L'église Saint-Michel.

##### Le port
L'activité portuaire de La Roche-Bernard est attestée dès le XIIIe siècle. La plaisance est désormais l'activité et le trait principal du port de la ville.
- L'Ancien Port : il correspond à l'étier qui s'étend le long du quai Saint-Antoine. Depuis la fondation de la ville jusqu'au début du XXe siècle, c'était l'endroit principal de transit des marchandises. Il y avait principalement quatre produits échangés dans le port : le sel, en provenance des Marais salants de Guérande, le vin principalement issu des coteaux de Guérande, de la chaux puis, plus tard au XIXe siècle, les poteaux de mine constituaient l'une des marchandises phares de la ville. La construction navale fut aussi très importante avant de décliner rapidement au XXe siècle. On y construisait principalement des bateaux de pêche. Le poisson péché dans l'Atlantique était remonté via la Vilaine à La Roche-Bernard pour ensuite être vendu dans le reste de la région. Aujourd'hui, les bateaux de plaisance ont remplacé ceux de marchandises et de pêche.
- Le port Neuf : ce port correspond à l'actuel quai de la Douane et le front de Vilaine qui s'étend jusqu'en contrebas du pont de La Roche-Bernard. Avant le XXe siècle, c'était principalement un lieu de construction navale. C'est à cet endroit que fut construit le 1er vaisseau de guerre à trois mâts appelé la Couronne. Terrain vague à la suite de l'abandon de la construction navale, ce bord de Vilaine fut ensuite aménagé durant la seconde moitié du XXe siècle. On y trouve désormais des emplacements et des installations liées aux sports nautiques.

##### Les ponts
La traversée de la Vilaine au niveau de La Roche-Bernard a toujours été une affaire compliquée. Aujourd'hui, sur les quatre ponts construits durant les siècles précédents, seuls deux d'entre eux ont subsisté.
- L'ancien pont de La Roche-Bernard : autrefois, la traversée de la Vilaine se faisait grâce à un système de bac entre le passage du Guédas côté Marzan à une cale située sur l'autre rive côté La Roche-Bernard. Les vents forts et les effets de la marée rendaient la traversée périlleuse. C'est en 1709 qu'a eu lieu l'accident le plus grave lorsque 70 pèlerins meurent noyés durant la traversée. De plus, les passeurs n'étaient pas reconnus pour leur grande fiabilité. Il faut attendre la première moitié du XIXe siècle et le règne de Louis-Philippe Ier pour que soit décidée la construction d'un pont à La Roche-Bernard. Un premier pont est donc inauguré en 1839. Deux imposantes piles de pierre portaient une passerelle à sens unique. Un système de cloches de chaque côté permettait d'avertir que l'on franchissait le pont et ainsi éviter les embouteillages. Cependant, la force du vent fragilisant la structure globale, les câbles se sont rompus une première fois en 1852.

En 1911, le pont suspendu est remplacé par un pont à arches métalliques. Ce chantier est conduit sans interruption de la circulation : les arches sont mises en place de part et d'autre de l’ancien tablier qui est progressivement remplacé par le nouveau. Grâce à cette modification, la ligne des Chemins de fer du Morbihan construite à voie étroite (1 m), put traverser la Vilaine et assurer la liaison entre Vannes et Saint-Nazaire. L'ancien pont de La Roche-Bernard connut un destin tragique, puisqu'il fut miné durant la Seconde Guerre mondiale, puis, pendant la journée du 15 août 1944, la foudre s'abat sur l'une des mines, provoquant la destruction de l'édifice (ceci a été vu par plusieurs personnes).
- Le pont de La Roche-Bernard : après la guerre, on revient à un système de traversée par bac, puis on installe une passerelle flottante entre 1950 et 1960 qui fut récupérée sur le matériel du débarquement en Normandie. En 1954, le tour de France cycliste passe sur cette passerelle. Cette dernière avait deux inconvénients majeurs : elle résistait de moins en moins au trafic routier (on réduisit à 2 tonnes le poids total supporté) et elle bloquait complètement le trafic fluvial. En 1960 est inauguré le second pont de La Roche-Bernard, un pont suspendu sur le modèle du pont de Tancarville.
- Le pont du Morbihan : victime du développement de la circulation routière, le pont de La Roche-Bernard ne parvient pas à absorber tous les flux et les deux voies de circulation ne répondent plus aux impératifs du trafic routier. Durant les périodes estivales, entre 30 000 et 40 000 véhicules transitaient chaque jour sur le pont. Afin de désengorger la ville, on décide alors la construction d'un nouveau pont entre les communes de Marzan et Nivillac à peine 1 km en amont du précédent. Il sera inauguré en 1996. D'une longueur de 600 m, il est muni d'une arche piétonne située juste au-dessous du tablier principal.

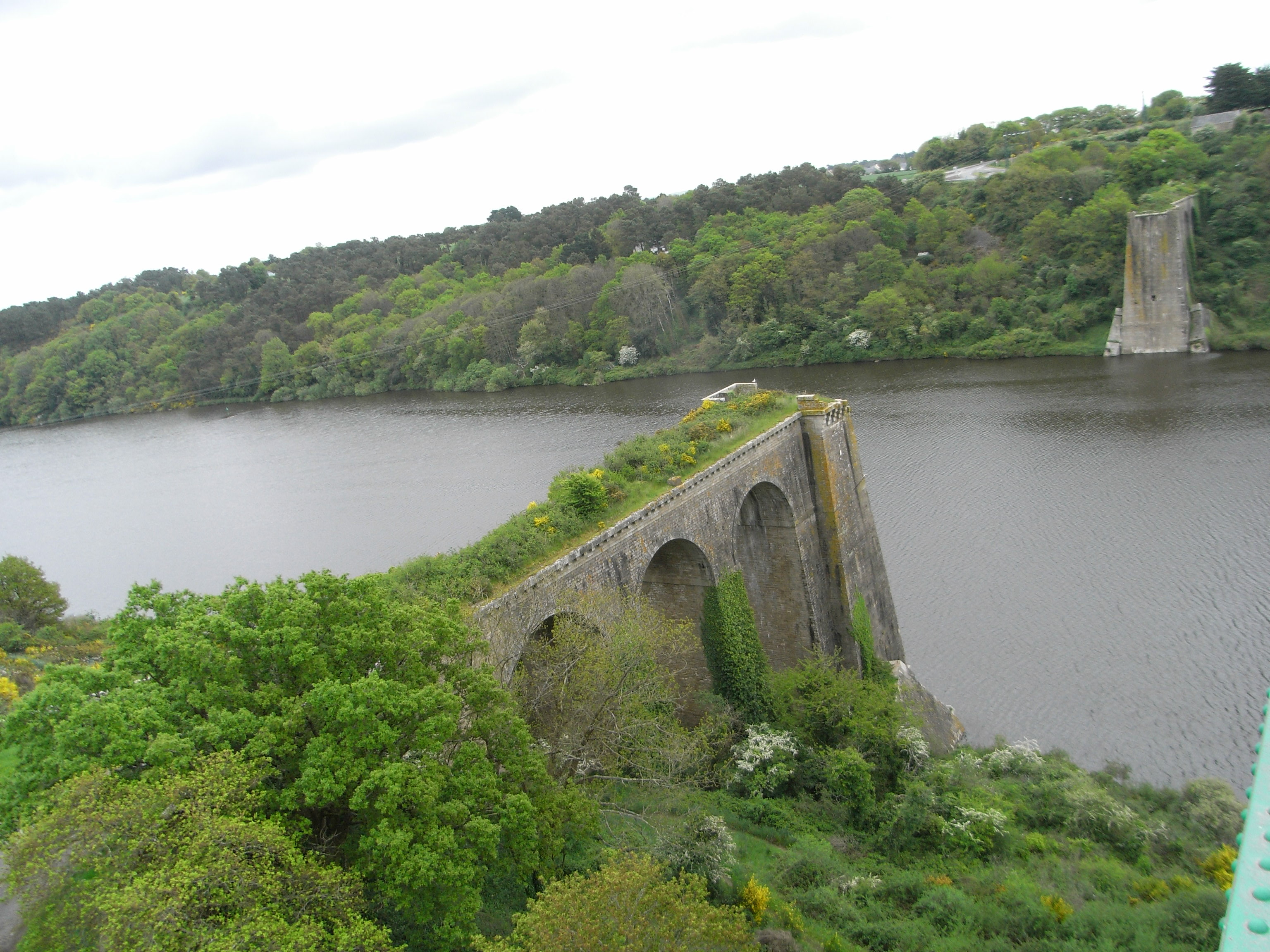
Vue des piles de l'ancien pont de La Roche-Bernard.
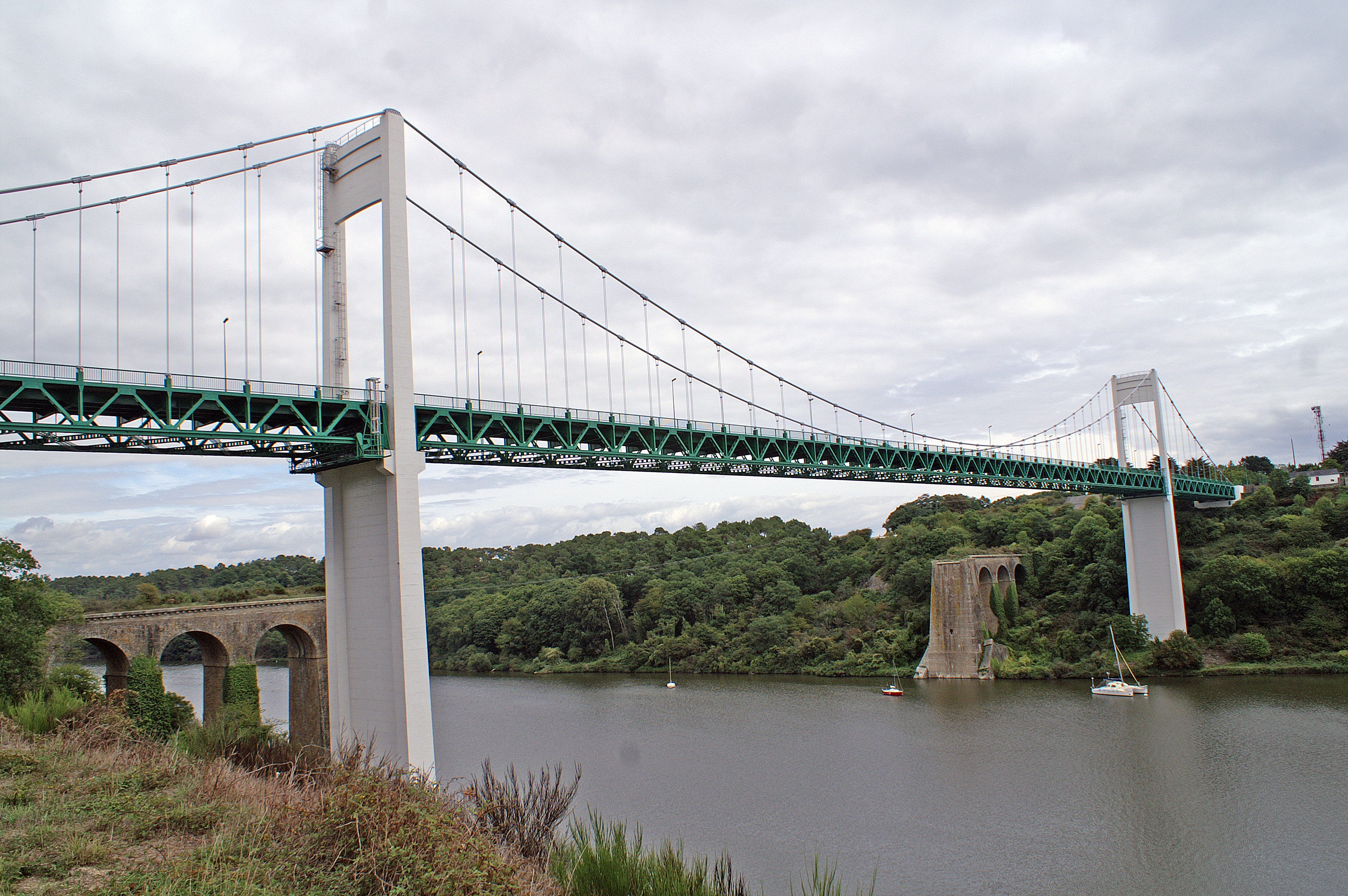
Vue du pont de La Roche-Bernard.
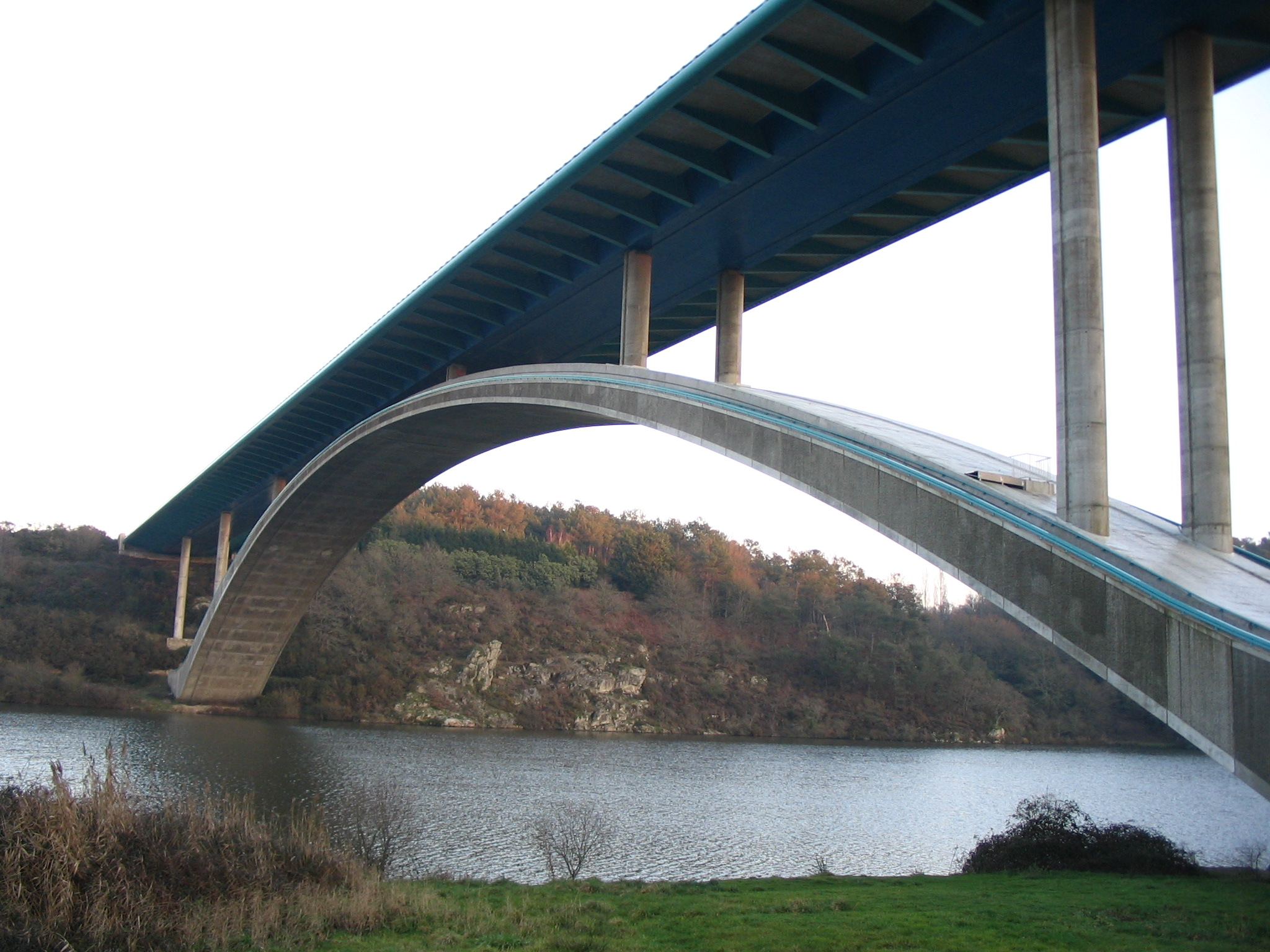
Vue du pont du Morbihan.

- Vue des piles de l'ancien pont de La Roche-Bernard.
- Vue du pont de La Roche-Bernard.
- Vue du pont du Morbihan.

#### Sites naturels
Malgré la surface réduite de la commune, La Roche-Bernard possède plusieurs espaces naturels.

##### Fleuve
La Vilaine s'écoule près de La Roche-Bernard. La ville se situe à 20 km de l'embouchure entre le fleuve et l'Océan Atlantique et c'est au niveau du quai de la Douane que la profondeur de ce cours d'eau est la plus élevée de tout son parcours depuis sa source jusqu'à son embouchure.

##### Le site classé du Rocher
Situé rue du Passage, ce promontoire granitique surplombe la Vilaine et le port. On y trouve aussi 2 canons ayant appartenu au vaisseau de guerre français « Le Juste » coulé durant la bataille des Cardinaux en 1759. Une plaque commémorative signale que c'est à La Roche-Bernard que fut construit au XVIIe siècle le vaisseau de guerre la Couronne.

##### Le jardin des Garennes
C'est l'unique parc de la ville. Situé en contrebas du Vieux Quartier, ce parc était à l'origine un espace occupé par une multitude de potagers individuels dont un subsiste encore aujourd'hui. Les terrains furent ensuite rachetés par la municipalité pour en faire un jardin d'agrément tout en préservant le patrimoine végétal existant. Un ruisseau, qui part de l'ancien lavoir, traverse le parc pour ensuite se jeter dans la Vilaine. Depuis 1997, le Festival les Garennes s'y tient chaque année durant l'été.

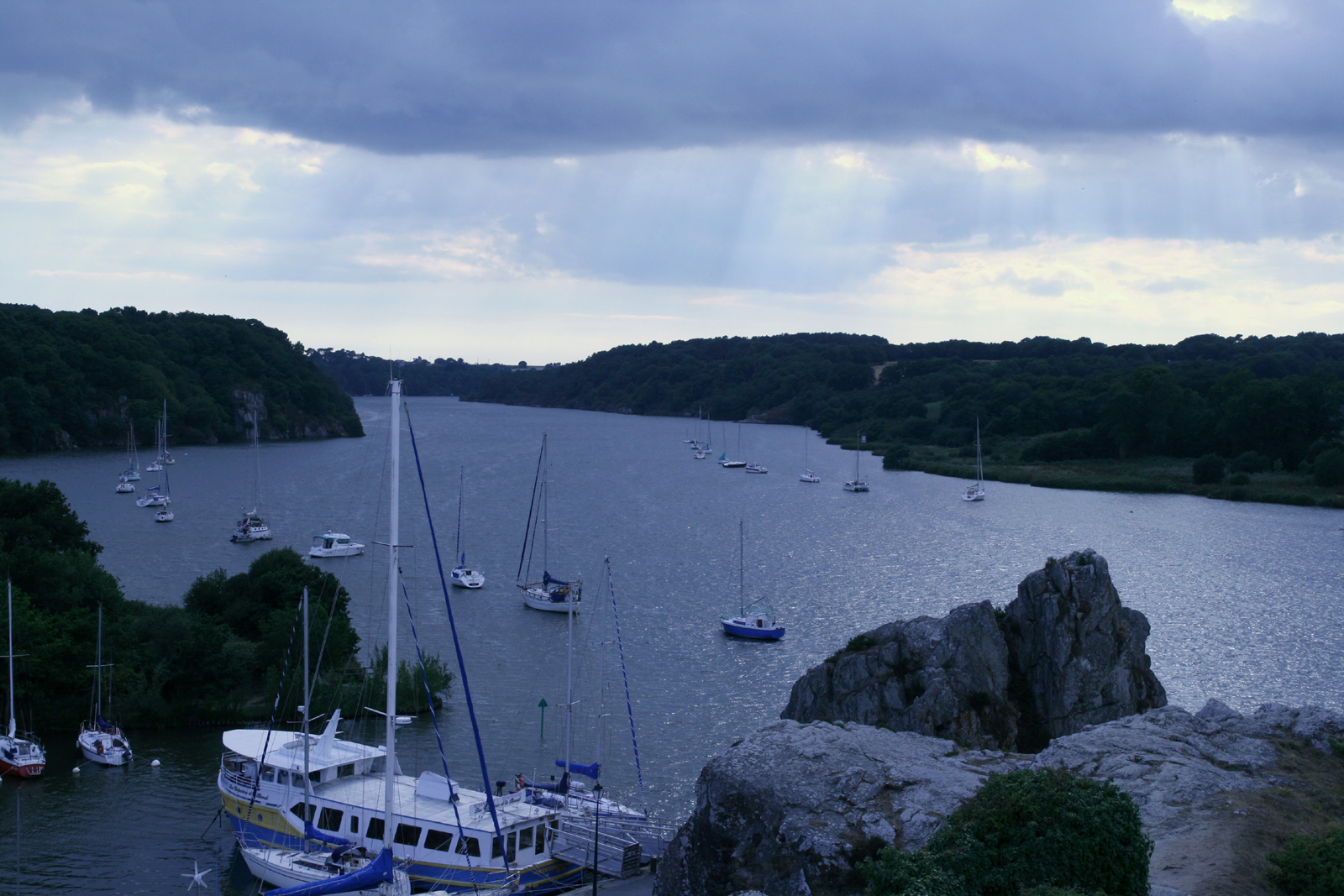
La Vilaine, vue depuis le Rocher.
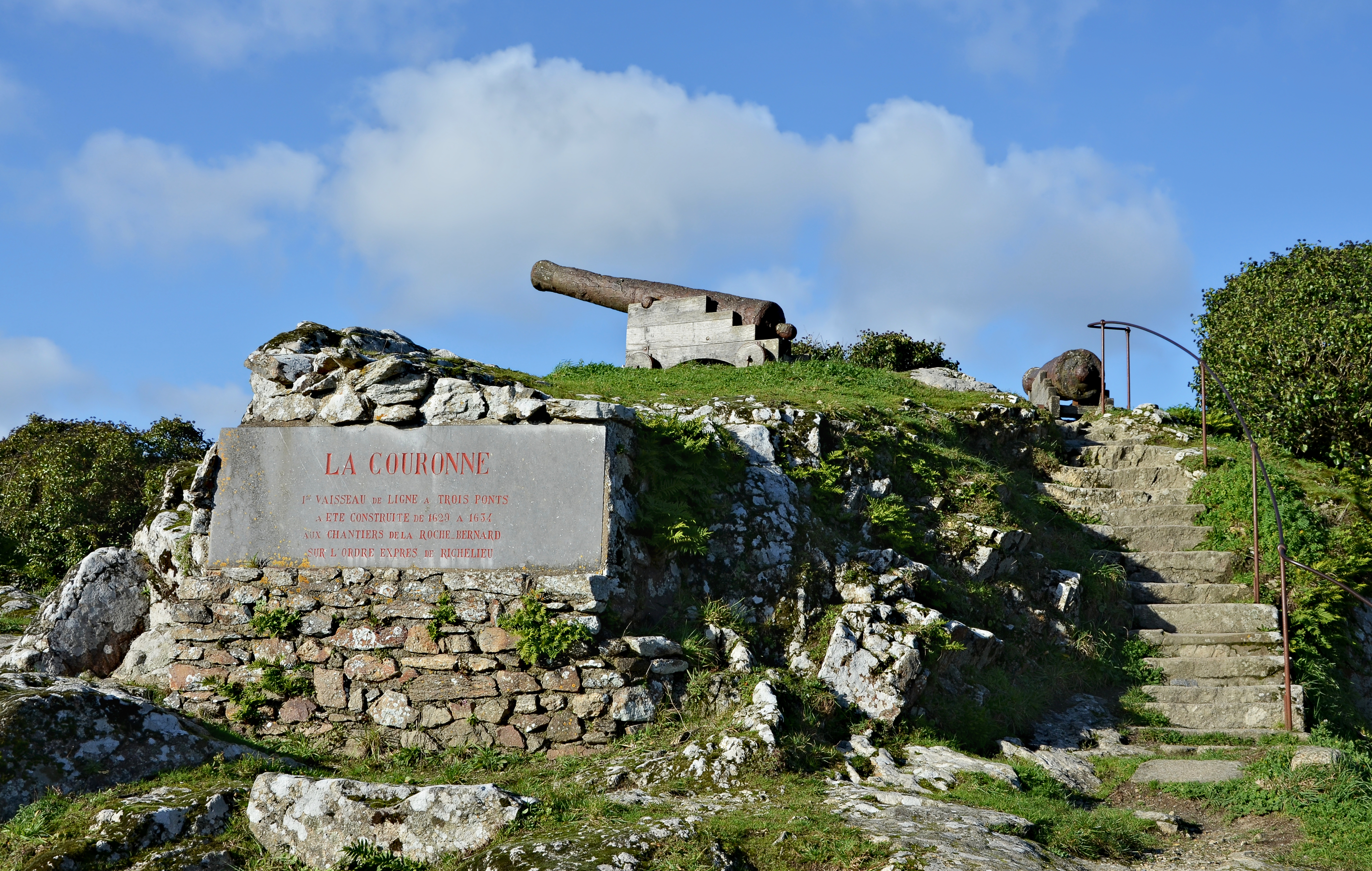
Le sommet du site du Rocher.
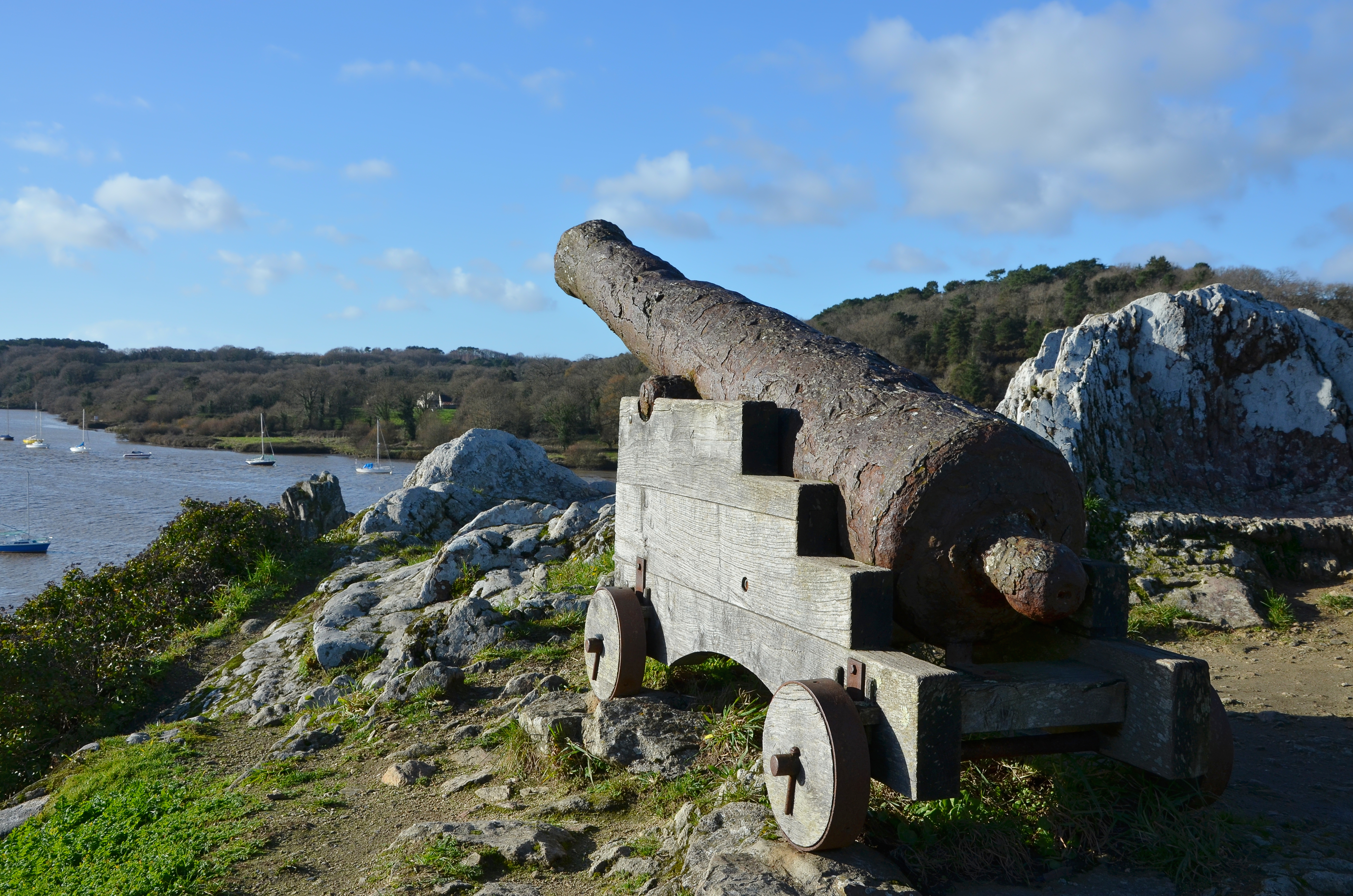
Un des canons du Juste.

### Héraldique
|  | Les armoiries de La Roche-Bernard se blasonnent ainsi : D'or à une aigle bicéphale de sable, membrée, becquée et lampassée de gueules. |

## Personnalités liées à la commune
- Henriette Marie de France, fille du roi Henri IV et de Marie de Médicis ; ainsi que Jacques II (roi d'Angleterre et cousin de Louis XIV) ont tous deux séjourné à La Roche-Bernard au château des Basses-Fosses.
- Louis-Hyacinthe Levesque (1774-1840), armateur, négociant et homme politique né à La Roche-Bernard, maire de Nantes de 1819 à 1830, député de la Loire-Atlantique.
- Gustave Thomas de Closmadeuc, (1828-1918), natif de La Roche-Bernard, chirurgien en chef de l'hôpital de Vannes,
- Eugène Feautrier, né à Hazebrouck le 10 avril 1849 et mort à Paris 12e le 7 février 1898, est un musicien français. Fils d'un capitaine des douanes en poste à La Roche-Bernard, il est notamment le compositeur de la célèbre Paimpolaise, paroles de Théodore Botrel. Une rue de la commune lui est dédiée.

## Vie de la commune

### Équipements culturels et de loisirs

#### Salles d'exposition
La commune compte trois salles d'exposition : 
- la galerie Turner, rue du Docteur-Cornudet ;
- la chapelle Notre-Dame, rue Haute-Notre-Dame ;
- la salle de danse située à l'hôtel de ville.

#### Musée
- Musée de la Vilaine maritime : musée comprenant des collections d'objets liés à la construction navale notamment des maquettes du navire de guerre français la Couronne et d'autres objets consacrés aux traditions rurales.

#### Cinéma
- Cinéma La Couronne : cinéma associatif situé près du collège et de la pharmacie. Son nom vient du vaisseau de guerre construit à La Roche-Bernard.

### Manifestations et évènements
- Marché traditionnel : marché qui a lieu tous les jeudis matin dans le bourg de la ville, principalement le long de la rue Saint-James et autour de l'église.
- Festival les Garennes : c'est un festival annuel et gratuit de musique en plein air créé et organisé par l'association OMCSL (Office Musique Culture Sports et loisirs) depuis 1997 et qui tire son nom du parc dans lequel il a lieu.
- Vilaine en Fête ! : rassemblement de vieux gréements de la flottille traditionnelle de Basse-Vilaine.
- Marché aux livres anciens et cartes postales : ce marché se tient annuellement sur la place du Bouffay et ses environs. Y sont vendus par des amateurs et des professionnels, des livres anciens, des cartes postales, des affiches, etc.

### Enseignement
- École primaire : école des Petits Murins.
- École primaire: école Saint Michel.
- Collège : collège Saint-Joseph.

### Sports

#### Chemins de randonnée
- Le circuit des Ponts (5,7 km, environ 1 h 30) : La Roche-Bernard est le départ du circuit des ponts qui permet une découverte de la Vilaine et des différents ponts. Il permet notamment de passer sur l'arche piétonne qui se situe en dessous du pont du Morbihan.
- Passage vers le chemin de grande randonnée no 39 (GR39) : un chemin partant de l'extrémité du quai Saint-Antoine permet de rejoindre le GR39 entre Guérande et le Mont Saint-Michel.